# Pedicularis gracilituba
Pedicularis gracilituba är en snyltrotsväxtart. Pedicularis gracilituba ingår i släktet spiror, och familjen snyltrotsväxter.

## Underarter
Arten delas in i följande underarter:
- P. g. gracilituba
- P. g. setosa